# James Blake (musikalbum)
James Blake är ett självbetitlat debutalbum av den brittiska musikern James Blake som utgavs 7 februari 2011 på A&M Records, ett dotterbolag till Universal. Albumet innehåller influenser från R&B, soul och gospel.
"Limit To Your Love", en Feist-cover, släpptes som första singel i november 2010. Låten "The Wilhelm Scream" är en cover på "Where to Turn", en låt av Blakes far, James Litherland.

## Låtlista
Alla spår skrivna av James Blake, förutom "Limit To Your Love" (Feist/Gonzales), "The Willhelm Scream" (James Litherland).
| Nr  | Titel                           | Längd |
| --- | ------------------------------- | ----- |
| 1.  | Unluck                          | 3:04  |
| 2.  | The Wilhelm Scream              | 4:36  |
| 3.  | I Never Learnt to Share         | 4:52  |
| 4.  | Lindesfarne I                   | 2:43  |
| 5.  | Lindesfarne II                  | 2:59  |
| 6.  | Limit to Your Love              | 4:40  |
| 7.  | Give Me My Month                | 1:54  |
| 8.  | To Care (Like You)              | 3:54  |
| 9.  | Why Don't You Call Me           | 1:36  |
| 10. | I Mind                          | 3:35  |
| 11. | Measurements                    | 4:21  |
| 12. | You Know Your Youth (bonusspår) | 2:20  |